# Infern - Cant Dissetè

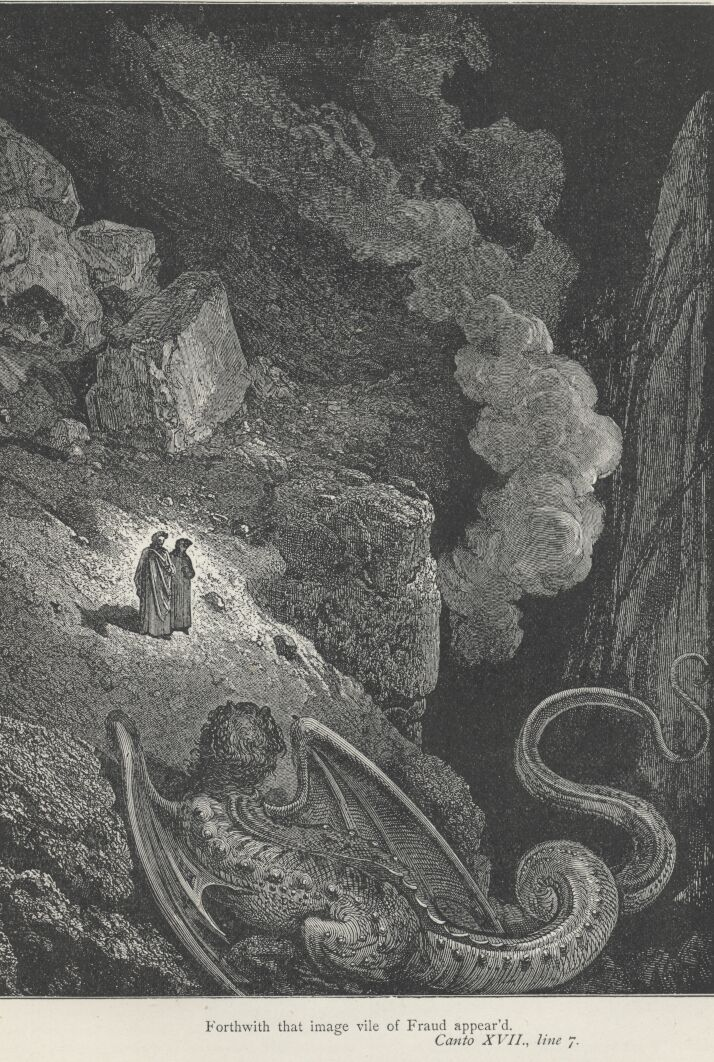
Gerió il·lustrat per Gustave Doré

El cant dissetè de l'Infern de Dante Alighieri té lloc en el tercer anell del setè cercle, on són castigats els violents contra Déu, la natura i l'art, al final d'aquest anell els pelegrins troben un gran penya-segat. En aquest cant apareix i es descriu la figura de Gerió, el Frau, com una bèstia amb cara d'home, i cos de serp. Els dos poetes es disposen a entrar doncs en els dominis del Frau. Gerió els transportarà volant des del setè al vuitè cercle. Abans de començar el descens, Dante veu uns condemnats a la vora de l'abisme; Virgili li dona permís per parlar amb ells i el pelegrí s'hi apropa en l'episodi dels usurers, els pecadors contra l'art. Després tots dos pugen sobre la bèstia i es descriu el viatge de descens al vuitè cercle, on els deixa Gerió.
 Estem a la matinada del 9 d'abril de 1300 (Dissabte Sant), o segons altres comentaristes del 26 de març de 1300.

## Anàlisi del Cant

### Gerió - versos 1-27
El cant comença amb Virgili presentant la bèstia que s'ha anunciat al final del cant anterior:
«Ja ve la fera de l'aguda cua
que creua els colls, i trenca armes i murs!
Ja ve la que empudega tot el món!»
(vv.1-3)
Aquí hi ha Gerió, símbol del frau, expressat explícitament al v. 7, on se l'anomena "imatge repugnant del frau"
Al frau, res li és obstacle, ni les muntanyes de la terra que salta, ni les armes i els murs dels homes que destrossa.
El frau arriba a tot arreu i és per això que empudega tot el món.
Després del senyal de Virgili, la bèstia atraca (com un vaixell) prop del punt on es troben els dos poetes.
L'aspecte d'aquest monstre, molt diferent del Gerió de la tradició clàssica, s'explica als següents tercets:
• "La cara era cara d'home just / tan benigne n'era l'aspecte extern"; significa que el frau es presenta amb aspecte normal i innocu, inclús benigne i comprensiu.
• El cos és de serp;

• Té dues potes lleonines (amb urpes) cobertes de pèl fins a les aixelles;

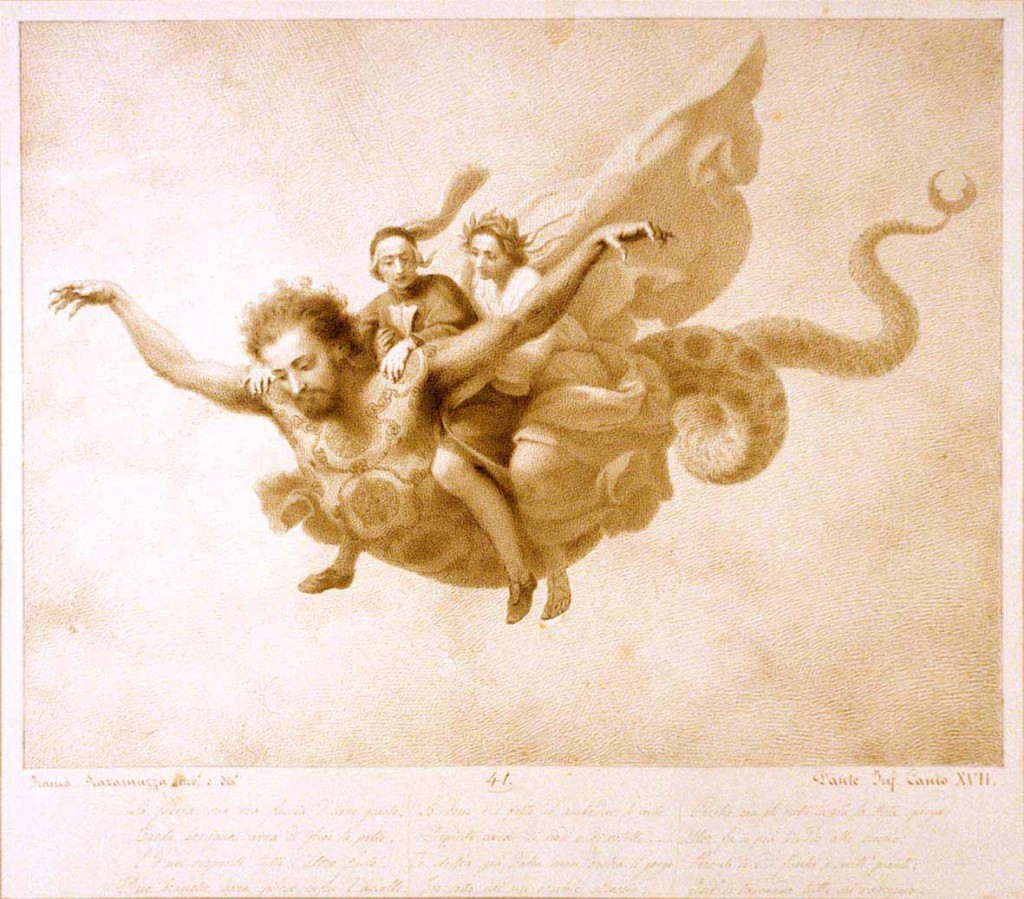
Francesco Scaramuzza - Gerió, Infern, Cant XVII

• L'esquena, el pit i els malucs estan adornats per escates acolorides que formen rodes i nusos (trenats) com mai se'n van veure sobre teixits orientals (turcs o perses), ni Aracne hagués pogut mai teixir. Aquests colors flamejants simbolitzen l'atracció que el frau té per al defraudat i les trames amb què l'embolica.
• Té una cua d'escorpí que oscil·la en l'aire amenaçant amb la seva punta enverinada; signe evident de la traïció per l'esquena quan el defraudat ja ha entrat en les seves trames i trampes.
La bèstia no s'atura  lluny dels poetes, a deu passes ("vam fer deu passes per la cornisa") possible al·lusió a les deu formes d'astúcia castigades en les deu Males Fosses. Recolza cap i bust sobre el terra al marge del precipici, i deixa l'altra meitat amb la cua aguda oscil·lant en el buit com fan les barcasses aturades en la vora del riu, o com els castors en el país dels alemanys golafres quan mantenen mig cos fora de l'aigua i la cua dins preparats per caçar peixos. En l'animalística medieval als castors se'ls atribuïa la facultat d'atreure els peixos segregant substàncies olioses que els farien apropar-se, per després poder capturar-los de cop, així la seva aparició aquí estaria probablement lligada al concepte mateix de frau.
Dante queda impressionat principalment per aquesta cua perillosa, similar a les dels escorpins i en el cant la cita cinc cops, als versos: 1, 9, 25-27, 84 i 103-104.
- "Ja ve la fera de l'aguda cua,"
- "però no alça la cua fins al marge"
- "I brandava en el buit tota la cua, / torcent amunt la forca verinosa, / com d'escorpí, que li armava la punta."
- "perquè no puga fer-te mal la cua"
- "on abans era el pit portà la cua, / l'estengué, la mogué com una anguila"

La construcció d'aquesta bèstia amb una natura múltiple segurament Dante la va compondre extraient informació de múltiples fonts: el bestiari medieval, les escultures o les imatges de la marqueteria de les esglésies romàniques, els dibuixos de teixits del Giotto,...etc, que han contribuït a la portentosa i encertada imatge del Frau.

### Els usurers - vv. 34-78
Virgili ha de parlar amb la bèstia i després de baixar del dic, per on havien caminat fins ara, convida a Dante a què vagi a parlar amb un grup de condemnats asseguts prop del final del cercle, a la vora de l'abisme; evitant la sorra roent i les flames: "Perquè t'emportes / una experiència plena d'aquest cercle". Mentrestant ell parla amb la bèstia i la intenta convèncer de què els baixi al vuitè cercle, i els dos se separen, recomanant-li Virgili que no s'entretingui gaire.

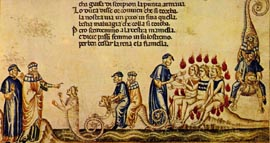
Gerió i els usurers, miniatura de l'Anònim napolità del British Museum (segle XIV)

Dante s'adreça llavors cap a la tercera categoria dels condemnats en aquest anell. Després d'haver trobat als violents contra Déu (blasfems, Capaneu) i els violents contra natura (sodomites, Brunetto Latini i els tres florentins), es trobarà amb els usurers, els violents contra la natura i l'art, què, com ja s'ha explicat particularment en el cant XI, no obtenen els seus guanys ni de la suor, ni de l'enginy, sinó dels diners mateixos (a la pràctica faria referència a tots els banquers, segons la definició medieval de la usura). Aquests condemnats estan a mig camí entre la pitjor pena que es castiga en aquest anell, la dels violents contra Déu (estirats a terra sota la pluja de foc), i la més lleu, la dels sodomites (que corren sense mai aturar-se sota la pluja de foc).
Els usurers estan condemnats a restar asseguts a terra sobre la sorra roent i rebent la pluja de foc, així que amb les mans s'agiten i cerquen incessantment d'apagar les flames que els cauen a sobre, o alleujar el contacte amb la sorra roent. En aquesta activitat Dante els compara a gossos que es graten amb les potes per escapar a les picades de: "les puces, o potser mosques o tàvecs". Dante expresa un sentiment repugnant cap a ells, subratllat per la comparació animalesca; com havia passat amb els Avars i els Pròdigs (Inf Cant VII); i com en aquell cas, el pelegrí no mostra cap mena de compassió per aquestes ànimes.
A pesar que no els pot identificar individualment, Dante veu que aquests condemnats tenen cadascun una bossa penjada al coll amb dibuixos a sobre, al·ludint probablement a les bosses que els prestadors i els canvistes portaven sempre al coll durant els seus negocis, i era el que més els distingia entre ells, junt amb els llibres de comptes. Sobre aquestes bosses estan impresos els emblemes familiars, que serviran a Dante per identificar les famílies dels usurers, més que als pecadors mateixos. No indica el nom de cap d'ells però la descripció dels emblemes de família, devia ser a l'època més que suficient per entendre de quina família es tractava.

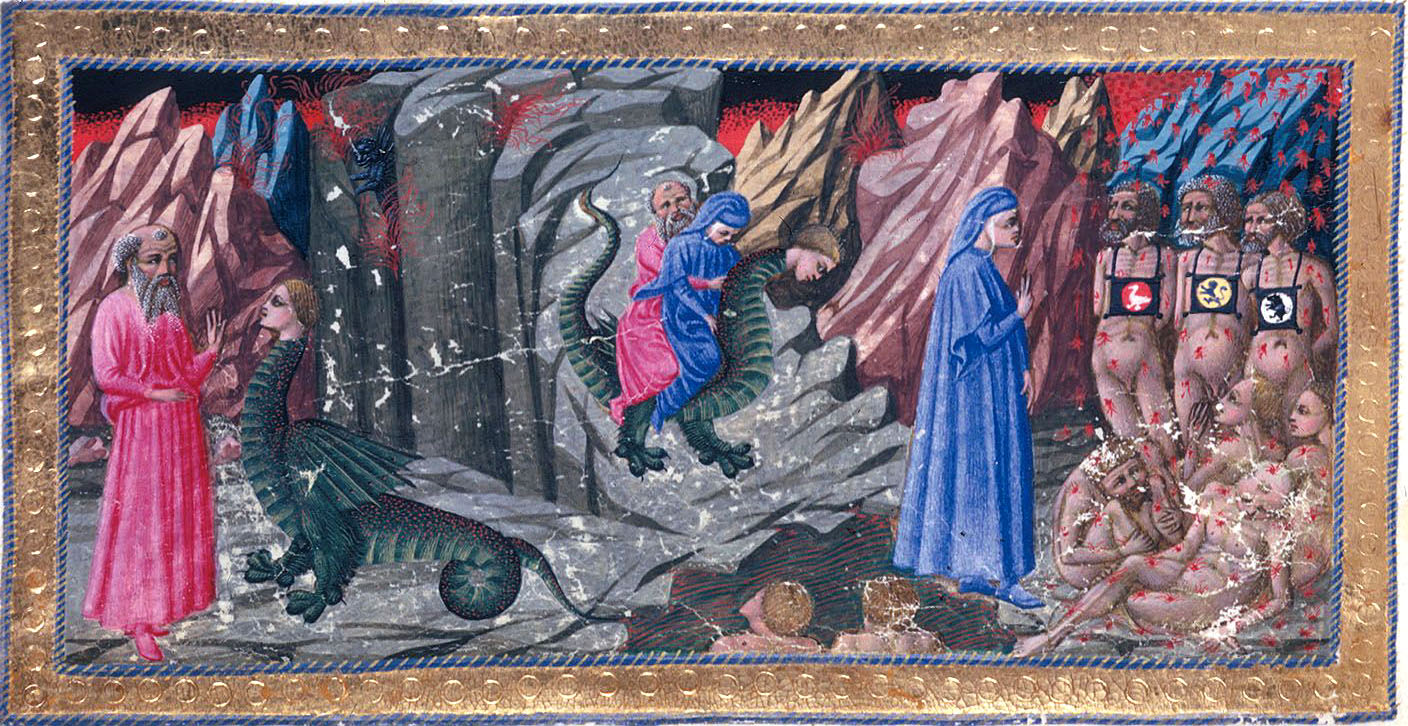
Infern Cant Dissetè. Priamo della Quercia

Continuant amb la sèrie de figures bestials no deu ser una coincidència que a tots els emblemes de famílies que cita Dante hi hagi un animal imprès. El primer condemnat que veu té un lleó blau en camp groc: és un Gianfigliazzi de Florència. El segon té una oca blanca en un camp vermell (tal com sang): una altra família florentina, la dels Obriachi. El tercer té una truja blava en camp blanc: és dels Scrovegni de Pàdua i aquest condemnat, que probablement és el famosíssim usurer conegut a l'època Reginaldo Scrovegni, comença a cridar a Dante, que escolta i registra sense pronunciar paraula.
Li pregunta, què fa un viu a l'infern? Després, amb el to infamant que ja trobarem sempre en el baix infern, no perd ocasió per mencionar algun futur hoste del cercle: diu que al seu costat s'asseurà Vitaliano del Dente (de Vicenza), mentre que tots aquests florentins al voltant d'ell (ell, al capdavall és paduà), no fan més que fer-li retrunyir les orelles esperant el cavaller sobirà que té com a emblema tres bocs (cabrons), un usurer que encara no està mort, el cavaller Giovanni Buiamonte de'Becchi.

### Descens al vuitè cercle - vv. 79-136

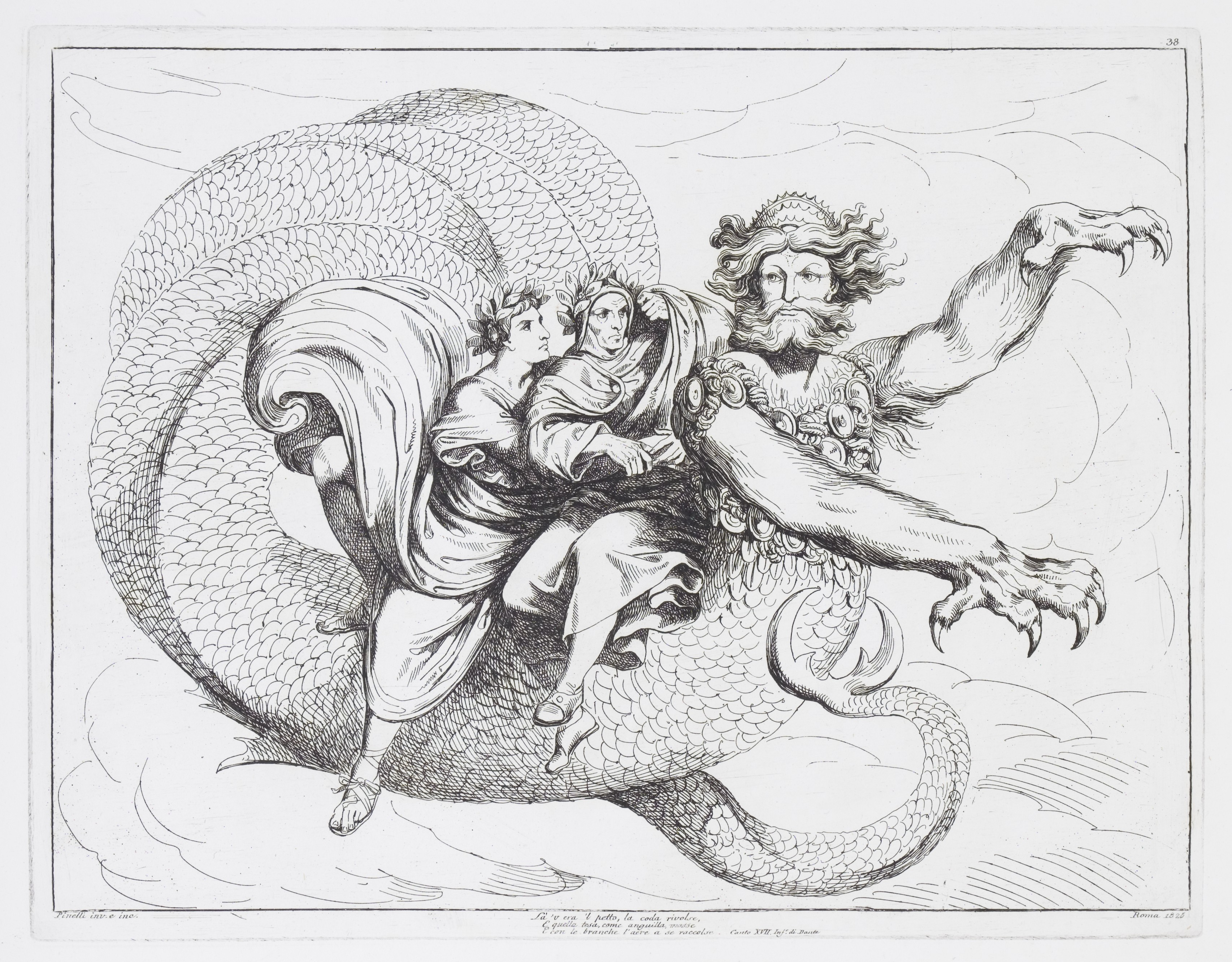
Virgili i Dante asseguts a l'esquena de Gerió per ser transportats del setè al vuitè cercle de l'Infern. Bartolomeo Pinelli

El poeta llatí ja ha pujat a la bèstia terrible i insta Dante a fer el mateix. Li diu, però, que ell, Virgili, es quedarà darrere seu per interposar-se entre Dante i la perillosa cua enverinada. Dante, només de pensar-hi comença a sentir fred i tremolar com aquells que tenen els calfreds de la febre quartana (malària) i tremolen de fred només de veure l'ombra; però avergonyint-se de la seva por davant del mestre, puja sobre la fera, com se li ha dit. Asseient-se sobre les espatlles ("els muscles monstruosos"), li hagués agradat dir a Virgili que l'abracés, no li surt la veu, però Virgili com altres cops, en té prou amb el pensament de Dante i l'abraça per darrere. Llavors Virgili mana: "Gerió (aquí es pronuncia el nom de la bèstia per primer cop), comença a moure't: / fes voltes amples, baixa a poc a poc, / pensa quina és la càrrega que portes."(vv 97-99).

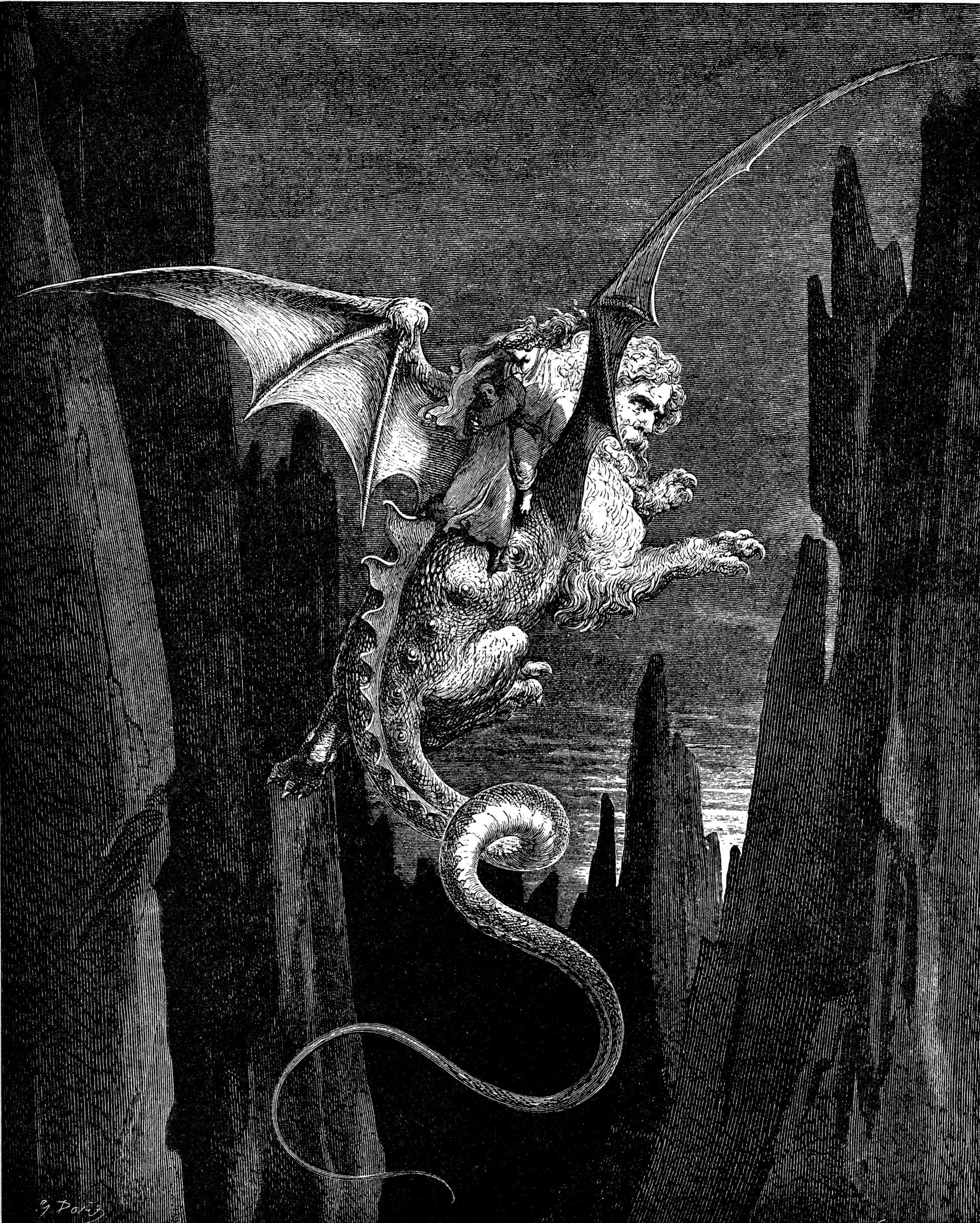
El vol. Il·lustració de Gustave Doré. En realitat Dante no assenyala ales i la cua és descrita com similar a la d'un escorpí

El monstre abans de partir, tira enrere, com el vaixell que surt del port; i després comença el vol, descrit magistralment amb increïble realisme pels versos de Dante:
"«i quan veié que ja podia girar,
on abans era el pit portà la cua,
l'estengué, la mogué com una anguila,
i anava recollint l'aire amb les potes.»"
(vv.102-105)
A continuació presenta dos casos de vols frustrats amb la caiguda dels seus protagonistes la de Faetó fill d'Apol·lo i la d'Ícar per explicar la seva por:
"«...la meua (por) quan vaig veure que estava
rodejat d'aire per tots costats
i res no veia fora de la bèstia.
Ella anava nadant molt lentament,
baixava fent roda, i jo no ho sentia
sinó pel vent que em venia a la cara. »
(vv. 112-117)
A mesura que Dante s'apropa al fons, els sentits tornen a fer-se presents: sent el so de la cascada i, a més, també té el coratge de fer sobresortir el cap per veure els focs dels anells subjacents i sentint els nous planys té un calfred que el fa agafar-se fort de nou a la bèstia. Veu els cercles inferiors (les fosses).
Finalment, fa una comparació del vol del falcó amb el de Gerió: «Com el falcó que ha volat molta estona, / que sense veure ni reclam ni ocell, / fa dir al falconer: "Ai, que ja cau!",/ i cansat baixa al lloc des d'on pujà / tan àgilment, fa cent voltes, i es posa / lluny del seu amo, irat i desdenyós;» (vv.127-132), així va aterrar Gerió al fons del precipici i en sentir que havien baixat, va desaparèixer volant com una fletxa empesa per la corda de l'arc.

## Recitat del Cant Dissetè a la xarxa
- Vittorio Gassman: https://www.youtube.com/watch?v=w6GS1-2d2-w
- Lectura i comentari de Vittorio Sermonti: https://www.youtube.com/watch?v=n4VBBYfJZOk
- Roberto Benigni: https://www.youtube.com/watch?v=hLlGEB4avc4&t=1s
- Arnoldo Foa: https://www.youtube.com/watch?v=yavscnvwHdo
- Paràfrasi i imatges animades: https://www.youtube.com/watch?v=2M_G9I85lx4